# Тиджикжа (аэропорт)
Аэропорт Тиджикжа (англ. Tidjikja Airport, (ИАТА: TIY, ИКАО: GQND)) — общественный аэропорт, расположенный в области Тагант центральной Мавритании и обслуживающий расположенный рядом город Тиджикжа.

## Происшествия
- 1 июля 1994 года — Fokker F28 авиакомпании Air Mauritanie[англ.] выполнял рейс из Нуакшота в Тиджикжу, когда при заходе на посадку в условиях пыльной бури при касании полосы разрушилась одна из стоек шасси, после чего авиалайнер выехал с полосы и врезался в скалу. Из находящихся на борту 93 человек погибли 80[3].